# 多項式時間近似スキーム
計算機科学において、多項式時間近似スキーム（たこうしきじかんきんじスキーム、英: polynomial-time approximation scheme、PTAS）は(大抵NP困難であるような)最適化問題に対する近似アルゴリズムの一種である。
PTASは最適化問題のインスタンスとパラメータ {\displaystyle \varepsilon >0} を入力として受け取り、多項式時間内に最適解の {\displaystyle 1+\varepsilon } 倍以下の解を求めることのできるアルゴリズムである（最大化問題の場合は {\displaystyle 1-\varepsilon } 倍以上）。例えば、ユークリッド距離に基づく巡回セールスマン問題では、最適解の長さを {\displaystyle L} としたとき、高々 {\displaystyle (1+\varepsilon )L} の解を見つけることができる。
PTASの実行時間は、{\displaystyle \varepsilon } を固定すると、問題の大きさ {\displaystyle n} の多項式であることが求められるが、{\displaystyle \varepsilon } に対しては定められていない。このため、実行時間が {\displaystyle O(n^{1/\varepsilon })} や {\displaystyle O(n^{\exp(1/\varepsilon )})} オーダーであっても、PTASである。

## 変形

### 決定的
PTASアルゴリズムがある現実的な問題は、εを小さくすると多項式の指数部が劇的に大きくなってしまう（例えば {\displaystyle O(n^{(1/\varepsilon )!})} のように）。この問題に対処するひとつの方法が効率的な多項式時間近似スキーム（EPTAS）と呼ばれる、実行時間が {\displaystyle c} を {\displaystyle \varepsilon } と独立な定数として、{\displaystyle O(n^{c})} であるようなアルゴリズムである。この場合、どのようなεを選んでも問題の大きさは実行時間に与える影響は等しくなる。しかし、O記法における定数はεに対して任意に大きくなりうる。これに対してより強い制約として、実行時間が問題の大きさ {\displaystyle n} と {\displaystyle 1/\varepsilon } 両方の多項式時間であるものを完全多項式時間近似スキーム（FPTAS）と呼ぶ。 ナップサック問題はFPTASがある問題の例である.
多項式的に有界な目的関数を持つどんな強度にNP困難な最適化問題も、P=NPでない限り、FPTASを持ち得ない。
しかし、逆は真ではない。例えば、P≠NPのとき、2つの制約をもつナップサック問題はFPTASを持たないが、たとえ目的関数が多項式的に有界の場合でも強度にNP困難ではない。
P=NPでない限り、{\displaystyle FPTAS\subsetneq PTAS\subsetneq APX} が成り立つ。すなわち、同じ仮定の下で、APX困難な問題はPTASを持たない。
別の決定論的なPTASの変形として、準多項式時間近似スキーム（QPTAS）がある。QPTASはある固定された {\displaystyle \varepsilon } に対して{\displaystyle n^{polylog(n)}}の時間複雑度を持つ。

### 乱択
PTASを持たない問題が、PTASと似通った特徴を持つ多項式時間乱択近似スキーム（PRAS）を持つことがある。PRASは最適化問題のインスタンスとパラメータ {\displaystyle \varepsilon >0} を入力とし、多項式時間で『高い確率』で最適解の {\displaystyle 1+\varepsilon } 倍以下のソリューションを生成することのできるアルゴリズムである。『高い確率』とは慣習的に {\displaystyle 3/4} 以上のことであるが、ほとんどの確率的計算複雑度のクラスは、この具体的な値に対してロバストである。PTASと同様にPRASは問題のサイズ {\displaystyle n} に対して多項式の計算時間を持たねばならないが、{\displaystyle \varepsilon } に対してはそうではない。{\displaystyle \varepsilon } に対するEPTASと同様の制約を持つものを効率的多項式時間乱択近似スキーム（EPRAS）と呼ぶ。また、FPTASと同様の制約を持つものを完全多項式時間乱択近似スキーム（FPRAS）と呼ぶ。